# 高颎攻陈之战
高颎攻陈之战，隋文帝开皇元年（581年）九月至次年正月，隋朝尚书左仆射高颎率军攻陳朝，在长江中下游以北进行的作战。
隋文帝杨坚想要统一南北，于581年三月命上开府位同三司贺若弼任吴州总管，镇江北广陵（今江苏扬州西北）；命和州刺史韩擒虎任庐州总管，镇江北庐江（今合肥），准备灭陈。陈宣帝陈顼任骠骑大将军萧摩诃等抵御隋朝。九月，萧摩诃率军进攻江北（指淮水以南、大别山以东之长江以北）隋地。九月二十四日，陈将周罗睺攻占隋朝之胡墅（今江苏六合区西南）。九月二十六日，杨坚遂命上柱国长孙览、元景山并为行军元帅，发兵伐陈，令高颎节度诸军。长孙览率八总管兵出寿阳（今安徽寿县），水陆俱进，军临长江，陈人大惊。元景山率行军总管韩延、吕哲等出汉口（今湖北省汉水入长江之口），进逼陈江北汉阳等地（今武汉西北），582年正月，元景山軍攻占甑山镇（今湖北汉川东南）、溳口（今湖北汉川东北溳水入汉江之口）等地。正月二十四日，陈朝派使者请和，并把胡墅归还于隋。当时北方突厥汗国对隋朝威胁較大，高颎下令停止攻陈，撤回攻陈之师。